# Miguel Primo de Rivera
Miguel Primo de Rivera y Orbanejo, markies van Estella (Jerez de la Frontera, 8 januari 1870 – Parijs, 16 maart 1930) was een Spaans militair en politicus. 

## Militaire en politieke carrière
Miguel Primo de Rivera werd geboren op 8 januari 1870 in Jerez de la Frontera in de provincie Cádiz. Hij was de zoon van Miguel Primo de Rivera y Sobremonte en Inés Orbaneja y Pérez de Grandallana. Zijn familie had een militaire traditie, zijn grootvader, oom en broer hadden in het leger gediend. In 1882 verhuisde Primo de Rivera naar Madrid en trok in bij zijn oom. Op veertienjarige leeftijd ging hij naar de Militaire Academie en na zijn studie werd hij in 1893 in Melilla gestationeerd.
Primo de Rivera streed in Marokko (1895), op Cuba (1895) en in de Filipijnen (1897). In 1900 werd hij generaal. Van 1908 tot 1913 diende hij in Spaans-Marokko. In 1915 werd Primo de Rivera militair gouverneur van Cádiz. In 1902 was hij gehuwd met Casilda Sáenz de Heredia en samen kregen ze zes kinderen.
In 1922 werd hij kapitein-generaal van het onrustige Catalonië. Spanje ging ondertussen hard achteruit en Primo de Rivera en enkele medeofficieren pleegden in september 1923 een succesvolle coup, waarna koning Alfons XIII van Spanje Primo de Rivera aanstelde als voorzitter van een Militair Directorium (september 1923; later werd hij premier). Miguel Primo de Rivera beloofde een einde te maken aan de sociale onrust in Spanje en de oorlog in Spaans-Marokko. De monarchie bleef onaangetast, hoewel de koning in feite niets meer te vertellen had. De werkelijke machthebbers waren de leden van het militaire directorium (onder wie ook generaal Jordana).
Aanvankelijk probeerde Primo de Rivera de oorlog in Marokko op te lossen door de kolonie op te geven, doch dit stuitte op weerstand van enkele invloedrijke generaals, zoals Francisco Franco, de latere Spaanse dictator. In 1925 kwamen Spanje en Frankrijk overeen om de opstand in Marokko gezamenlijk aan te pakken en in het najaar van 1925 werd de Berber-leider Abd el-Krim verslagen.
Reeds in 1924 voerde Primo de Rivera - een bewonderaar van het fascistische Italië en van Benito Mussolini - een eenpartijstelsel in, met de Unión Pattriótica als enige toegestane partij. De Unión zelf was fascistisch gekleurd en haar voornaamste doel was de eenheid te bewaren in Spanje en saamhorigheid van de klassen (corporatisme). Primo's minister van Financiën José Calvo Sotelo moderniseerde het belastingstelsel. Er werden ook enige sociale hervormingen doorgevoerd. Daarnaast kwamen er grote publieke werken tot stand om de werkloosheid te verkleinen. De voorzitter van de socialistische vakbond UGT, Francisco Largo Caballero, werd adviseur inzake arbeidszaken. De UGT werd tevens de enige toegestane vakbond.
De kritiek tegen zijn regime nam echter toe. Niet alleen de democraten en republikeinen bestreden zijn regime, maar ook binnen de junta zelf nam het ongenoegen over Primo de Rivera's beleid toe. In januari 1930 trad Primo de Rivera af en werd generaal Dámaso Berenguer premier. Hij vestigde zich daarna in Frankrijk.
Zijn zonen Miguel Primo de Rivera y Saénz Heredia, José Antonio Primo de Rivera (oprichter Spaanse Falange), Ferdinand Primo de Rivera en dochter Pilar Primo de Rivera (oprichtster Sección Feminina binnen de Falange), speelden een belangrijke rol tijdens de franquistische militaire dictatuur in Spanje.

## Naslagwerk
- (es)  Egido León, Ángeles La dictadura de Primo de Rivera (2011) Historia contemporánea de España desde 1923. Dictadura y democracia.

- Biblioteca Nacional de España: XX1077504
- Bibliothèque nationale de France: cb119593702 (data)
- Catàleg d'autoritats de noms i títols de Catalunya: 981058514035506706
- CiNii: DA08890739
- Gemeinsame Normdatei: 119499037
- International Standard Name Identifier: 0000 0000 8080 6725
- KulturNav: f123abdb-7683-440e-b02f-1f5a4843e883
- Library of Congress Control Number: n82037946
- Nationale Bibliotheek van Tsjechië: jo20201076081
- Nationale bibliotheek van Australië: 36409635
- Nationale Bibliotheek van Israël: 987007266871805171
- Nationale Bibliotheek van Polen: a0000001188117
- Nederlandse Thesaurus van Auteursnamen: 070563020
- SNAC: w6dz1kb3
- Système universitaire de documentation: 027585336
- Trove: 1254740
- Virtual International Authority File: 823509
- WorldCat: E39PBJj8PmFbcgPRHBg7KMdYT3